# Listă de partide politice din Germania
Aceasta este lista partidelor politice din Germania. Cele două partide principale din Bundestag sunt Uniunea Creștin-Democrată (CDU), alături de partidul soră al acestuia din Bavaria, mai precis Uniunea Social-Creștină (CSU), respectiv Partidul Social-Democrat din Germania (SPD). De asemenea, Germania mai are și alte partide politice prezente în Bundestag, cele mai importante partide fiind: Partidul Liber Democrat (FDP; aliat istoric al CDU), Bündnis 90/Die Grünen (i.e., Verzii), Die Linke (i.e., Stânga), și, mai recent, Alternativa pentru Germania (AfD; partid extremist controversat), fondat în 2013.

## Partide politice

### Partide reprezentate înBundestagși/sau înParlamentul European
| Numele                                 | Abr.             | Lider                                   | Ideologie                                                           | Locuri în Bundestag | Locuri în Parlamentul European | Poziție                      | Grupul European |
| Uniunea Creștin-Democrată din Germania | CDU              | Annegret Kramp-Karrenbauer              | Creștin-Democrație Liberalism Conservator                           | 200                 | 23                             | Centru-dreapta               | PPE             |
| Partidul Social-Democrat din Germania  | SPD              | Norbert Walter-Borjans și Saskia Esken  | Social-Democrație                                                   | 152                 | 16                             | Centru-stânga                | S&D             |
| Alternativa pentru Germania            | AfD              | Jörg Meuthen și Tino Chrupalla          | Naționalism German, Euroscpeticism, Național conservatism, Populism | 92                  | 11                             | Dreapta spre extremă dreapta | ID              |
| Partidul Liber Democrat                | FDP              | Christian Lindner                       | Liberalism Liberalism Clasic                                        | 80                  | 5                              | Centru spre centru-dreapta   | RE              |
| Stânga (Die Linke)                     | LINKE            | Katja Kipping și Bernd Riexinger        | Socialism Democratic Populism                                       | 69                  | 7                              | Stânga                       | GUE/NGL         |
| Alianța90/Verzii                       | GRÜNE            | Annalena Baerbock și Robert Habeck      | Ecologism                                                           | 67                  | 21                             | Centru-stânga                | Grupul Verzilor |
| Uniunea Creștin-Socială din Bavaria    | CSU              | Markus Söder                            | Creștin-Democrație, Conservatorism, Regionalism                     | 46                  | 6                              | Centru-dreapta               | PPE             |
| Alegători Liberi                       | FREIE WÄHLER     | Hubert Aiwanger                         | Democrație directă                                                  | 0                   | 2                              | Centru-dreapta               | RE              |
| Die PARTEI                             | Die PARTEI       | Martin Sonneborn                        | Umanism                                                             | 0                   | 2                              | Apolitic                     | Grupul Verzilor |
| Partidul Democrat Ecologist            | ÖDP              | Christoph Raabs                         | Conservatorism Verde                                                | 0                   | 1                              | Centru-dreapta               | Grupul Verzilor |
| Partidul Piraților din Germania        | PIRATEN          | Carsten Sawosch                         | Pirate Politics, Liberalism Social                                  | 0                   | 1                              | Sincretic                    | Grupul Verzilor |
| Volt Deutschland                       | Volt             | Damian Boeselager                       | Federalism European                                                 | 0                   | 1                              | Sincretic                    | Grupul Verzilor |
| Mediul Uman Protecția Animalelor       | Tierschutzpartei | Matthias Ebner Sandra Lück Horst Wester | Drepturile animalelor și mediului                                   | 0                   | 1                              | Sincretic                    | GUE/NGL         |
| Partidul Familiei din Germania         | Familie          | Maria Hartmann                          | Conservatorism, Conservatorism Social, Creștin-Democrație           | 0                   | 1                              | Centru-dreapta spre dreapta  | CRE             |
| -------------------------------------- | ---------------- | --------------------------------------- | ------------------------------------------------------------------- | ------------------- | ------------------------------ | ---------------------------- | --------------- |

## Partide extraparlamentare
- Partidul Bavariei
- Partidul Comunist din Germania
- Partidul Comunist German
- Uniunea Social Germană
- Mișcarea Drepturilor Civile
- Partidul Feminist din Germania
- Partidul Marxist-Leninist din Germania
- Partidul Național Democrat din Germania
- Noii Liberali
- Partidul Umaniștilor
- Partidul Egalității Sociale
- Partidul de Centru din Germania
- Partidul Anarhist din Germania
- Die Republikaner
- V-Partei
- Alianța C-Creștinii pentru Germania
- Mișcarea Solidarității și Drepturilor Civile